# 崔妮蒂
崔妮蒂是黑客帝国系列中的虚构角色，由凱莉-安·摩絲饰演。她在《駭客任務：關鍵抉擇》的游戏环节中由珍妮佛·海爾（Jennifer Hale）配音。崔妮蒂首次出现在1999年上映的电影《黑客帝国》中。

## 角色概述
像系列中的其他主要角色一样，崔妮蒂是一名计算机程序员和黑客，曾成功逃脱了“矩阵”（Matrix）——一个复杂的计算机程序，几乎所有人类都被困其中。虽然影片中未透露她在矩阵内生活的具体细节，但有传闻称，她曾破解了一个极其安全的数据库，因而在黑客圈中声名显赫。一名现实世界中的飞船指挥官——莫菲斯发现了她并帮助她逃脱了矩阵。在系列开始时，崔妮蒂是“尼布甲尼撒号”（Nebuchadnezzar）上的首席船员，主要担任莫菲斯与他希望从矩阵中解救出来的人之间的联络员。随着剧情的推进，她作为角色的重要性逐渐转向她与尼歐之间的亲密关系。她在计算机操作、驾驶载具（无论矩阵内外）以及武术方面都非常熟练。

## 电影中的角色

### 黑客帝国
崔妮蒂首次亮相是在《黑客帝国》开头，影片通过与赛弗的电话对话引入她的角色，随后画面转向一个阴暗的酒店房间，崔妮蒂与一群警察展开激烈的战斗。在场的还有幹員——这些是负责在矩阵中追捕潜在麻烦制造者并消除他们的智能程序。
接下来，崔妮蒂与尼奥多次通过莫菲斯进行联系，并最终与“尼布甲尼撒号”的其他船员一同将尼奥从矩阵中“拔出”，并开始对他进行新兵训练，准备迎接与机器的战争。她参与了几次进入矩阵的任务，其中包括带领尼奥去见“神谕”——一种似乎具备异常直觉和预见力的矩阵内智能程序。
在整个影片中，可以明显感受到崔妮蒂已经暗恋尼奥很长时间，尽管她依然掩饰着自己的情感。在影片接近尾声时，尼奥在矩阵内被史密斯幹員杀死，崔妮蒂来到他的身体旁，并表达她的感情，透露神谕曾告诉她，她将爱上“救世主”（The One）——一个被预言能够以前所未有的方式操控矩阵的人。她随后吻了他，尼奥奇迹般地复生，既复活在现实世界中，也复活在矩阵内。复生后的尼奥轻松击败了三位特工，并回到飞船上。影片的结尾，尼奥重新回到矩阵，向那些仍被困其中、尚不知情的人展示他们也能成就非凡。这标志着尼奥与崔妮蒂之间浪漫关系的开始，并最终对系列的结局产生了决定性影响。

### 黑客帝国2：重装上阵
在《黑客帝国2：重装上阵》这部系列电影中，崔妮蒂帮助从梅罗文吉安手中救出密钥制造者，并成功逃脱。随后，当“尼布甲尼撒号”及其他两艘飞船的船员联手摧毁一座电力站，以便尼奥能够到达“源头”（机器的主机时），崔妮蒂应尼奥的请求暂时留在矩阵外。然而，任务失败后，她再次进入矩阵，并被一名特工的枪击重伤。在此时，建筑师给尼奥提供了一个选择：一是选择进入源头并拯救人类，二是返回矩阵拯救崔妮蒂。尼奥选择了救崔妮蒂，通过与她虚拟自我的计算机代码接触，取出了子弹并重启了她的心脏。

### 黑客帝国3：矩阵革命
在《黑客帝国3：矩阵革命》这部电影中，崔妮蒂帮助救出尼奥，他被困在矩阵的一段孤立区域内，那里有一个为梅罗文吉安工作的程序在看守他。在现实世界中，崔妮蒂和尼奥一同前往机器城，试图与机器进行谈判。在试图避开机器的追捕时，他们的飞船发生了坠毁，崔妮蒂被一根鋼筋刺穿致死，她死在尼奥的怀里。尼奥与机器达成协议，暂停战斗，进入矩阵并消灭史密斯幹員的感染。此后，建筑师与神谕见面，承诺任何希望离开矩阵的人将获得自由。

### 駭客任務：復活

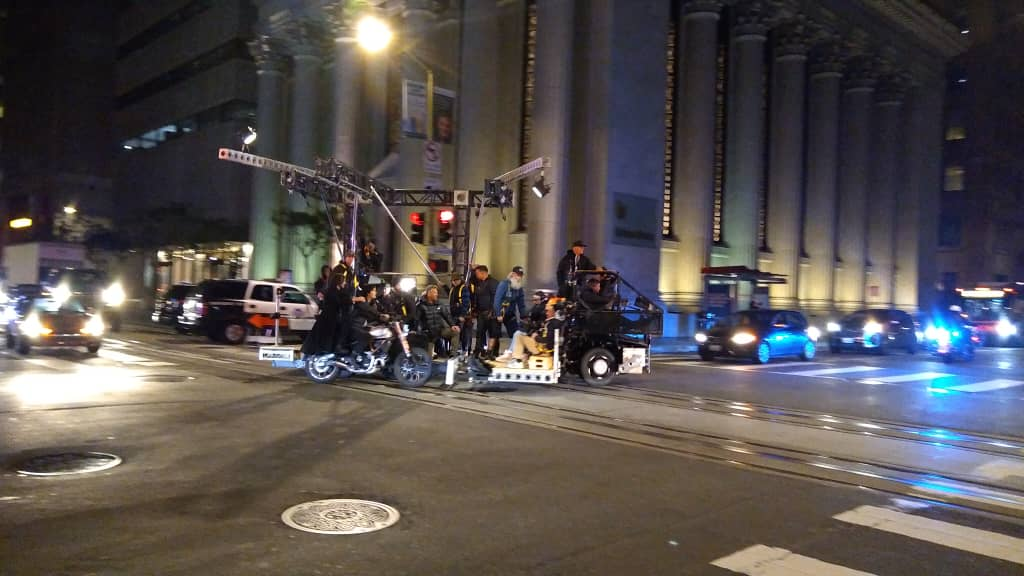
凱莉-安·摩絲（饰演Trinity）和基努·里维斯（饰演尼歐）在駭客任務：復活片场

在《駭客任務：復活》这部电影中，崔妮蒂的身体在机器城死亡60年后被机器回收，并通过机器的改造技术复生，尽管她看起来只老了二十年。她被重新插入矩阵，并被赋予了“蒂芙尼”（Tiffany）的名字，成为了一位已婚的三孩母亲。她依然保持着对摩托车的热爱，经营着一家摩托车修理厂。她在“模拟咖啡”（Simulatte）遇到了尼奥（他的原始身份为托马斯·安德森），并开始感到自己的生活似乎不太对劲。
尼奥被重新唤醒后，看到崔妮蒂依然插入矩阵中的身体，置身于对面的舱体。随后，尼奥被人类盟友的机器救出。他制定了一个计划救出崔妮蒂，但被“分析师”（Analyst）打断，分析师通过子弹时间阻止了尼奥和崔妮蒂的重逢。分析师揭示，作为机器，他通过发现尼奥与崔妮蒂靠近但不完全接近的状态，可以产生一种新的能量形式，这种能量能通过矩阵传输给机器，提供更大的能量。于是，他根据这个原理重建了一个新的矩阵，并冒充其新的建筑师。为了控制他们，分析师抑制了他们被重新插入前的所有记忆，并为蒂芙尼编造了一个家庭，以阻止尼奥试图与她发展浪漫关系，同时他自己伪装成尼奥的治疗师，并为他们创造了一个虚幻的面孔。
在萨蒂（Sati）联系尼俄柏 (Niobe) 后，尼奥制定了新计划，决定救出崔妮蒂，并同意了分析师的条件：如果崔妮蒂选择继续生活为蒂芙尼，他将放弃。一开始，蒂芙尼似乎拒绝了尼奥，但在她丈夫打算带走她时，崔妮蒂突然觉醒，拒绝了分析师为她创造的生活。分析师再次进入子弹时间，试图杀死崔妮蒂，但被史密斯（Smith）击杀，史密斯同样能进入子弹时间，并用清除枪将其消灭。崔妮蒂与尼奥一起战斗，逃入一座摩天大楼，并被直升机追击。尼奥摧毁了直升机，但他们被警察包围。最终，尼奥和崔妮蒂跳出了大楼，崔妮蒂展现了自己独立飞行的能力，并没有像她在噩梦中看到的那样死去。
当崔妮蒂从矩阵中被释放后，她紧紧拥抱尼奥。他们再次进入矩阵，告诉分析师，他们将按自己的方式重新设计矩阵，并警告他不要妨碍他们，分析师提到“西装”们——机器的领导者——并未清除他。最后，尼奥和崔妮蒂手牵着手一起飞向天空，互相围绕飞行。

## 其他出场
在电子游戏《进入矩阵》中，崔妮蒂与幽灵（Ghost）进行了一场练习对战，之后两人讨论了他们共同的信念：尼奥能够战胜机器。游戏中虽未明确提及，但强烈暗示幽灵爱上了崔妮蒂，而崔妮蒂则视他为兄弟，因为他们在或接近同一时刻从矩阵中被解救出来。
在《黑客帝国：尼奥之路》中的崔妮蒂角色与电影中的表现相似；她与尼奥进行了一场剑术训练时的对抗，陪伴他进行军事大楼突袭以救出莫非斯（并随后帮助他在屋顶上击败特工），以及在最后与各船长的会面后被尼奥救出，脱离了特工的追击。
崔妮蒂还出现在《黑客帝国动画版》（The Animatrix）和《黑客帝国漫画》中。

### 黑客帝国在线
尽管在第三部电影中崔妮蒂“死亡”，她在系列的官方延续作品《黑客帝国在线》中重返舞台。游戏的最后章节中揭示，崔妮蒂和尼奥实际上是机器对人类DNA完美转化为机器代码几十年研究的成果，使得他们能够直接与技术界面接触，而无需借助模拟界面。这个程序由神谕（The Oracle）最初开发，被称为“生物接口程序”，它成为寡头集团（Oligarchy）追求的目标，作为将他们的数字意识转移到物理身体中的手段，而不是他们开发的机械机器人。
由于没有实体形态，崔妮蒂在矩阵中以由金色代码构成的漂浮身影出现。最初，她对这种存在感到痛苦，但最终她找到了安慰，因为她意识到自己的存在是重启矩阵并彻底清除寡头控制的关键。
最终，崔妮蒂在矩阵源代码的核心地带遇到了她的终结，她与人类合并，融合了人类、机器和程序这三大核心群体。这一合并启动了矩阵的最终重启序列，消除了寡头的控制，并使机器能够在没有恶意统治者的威胁下自由存在。

## 选角
为崔妮蒂一角考虑过的演员包括：珍妮佛·康納莉、潔達·蘋姬·史密斯、珍妮·杰克逊、瑪麗莎·托梅、黛米·摩尔、艾希莉·賈德、莎瑪·希恩、安吉丽娜·朱莉、杨紫琼、詹妮弗·洛佩兹、凯瑟琳·泽塔-琼斯、茱兒·芭莉摩、加布里埃尔·尤尼恩、凯特·哈德森、乌玛·瑟曼、珍妮佛·貝爾、瑪莉絲卡·哈吉塔、劉玉玲、柯特妮·考克斯、安吉·哈蒙、温明娜、伊莉莎白·赫莉、珊卓·布拉克、吉蓮·安德森、海瑟·葛拉罕、蘿西·培瑞茲、薇诺娜·瑞德，甚至还有麥當娜，她曾透露自己拒绝了这个角色，并表示后悔这一决定。

## 姓名
“崔妮蒂”（Trinity）这个名字与基督教神学中的三位一體（聖父、圣子、聖靈）密切相关。在她从矩阵中逃脱前破解美国国税局数据库时，崔妮蒂选择了黑客代号“Trinity”，暗示她的神秘性与“一个三位一体的存在”这一概念相似。崔妮蒂是引导尼奥走向“救赎”的力量，并在第一部电影中指引尼奥从“死亡”中复活，这进一步暗示了她与上帝之间的联系。
随着《黑客帝国》于1999年发布，“崔妮蒂”这一名字成为了女性婴儿名字中的一个流行选择。在美国，这个名字在1990年代逐渐流行开来，到1998年时已成为第523个最受欢迎的名字。1999年，它跃升至第209位，2000年进一步上升到第74位，2004年和2005年达到了48位的最高排名，并且一直保持在前100个女性婴儿名字中，直到2012年。

## 技能和能力
在《黑客帝国》系列中，崔妮蒂展现了多种技能，这些技能既包括在矩阵内的能力，也包括矩阵外的技能，涵盖了武術、电脑黑客、使用火器和其他武器，以及驾驶各种车辆。部分技能可以在矩阵外根据需要下载，如在第一部电影中崔妮蒂驾驶直升机的场景。其他技能则是通过训练获得，或者天生具备。
崔妮蒂特别擅长驾驶汽车、摩托车和其他车辆，甚至在黑客群体中也能脱颖而出。第一部电影中，她驾驶贝尔212直升机救援莫非斯；即便直升机的液压系统受损，她仍能保持控制，确保尼奥和莫非斯安全后，才跳伞逃生。第二部电影《黑客帝国2：重装上阵》中，她轻松驾驶凱迪拉克轿车，在被梅罗文吉的双胞胎、矩阵特工以及警察追赶时依然能够驾驭自如；在保护钥匠免受双胞胎攻击时，她还能一边驾驶一边协助莫非斯。她还在一场惊险的追逐战中，驾驶杜卡迪996摩托车穿越迎面而来的车流，成功带领钥匠脱险。
崔妮蒂在战斗中同样出类拔萃，无论是武器战斗还是空手搏斗。在三部电影中，崔妮蒂多次单独或在其他角色帮助下击败大量装备精良的敌人。
在《駭客任務：復活》中，崔妮蒂在被唤醒并恢复真正身份后，获得了与尼奥相同的现实扭曲能力。她与尼奥通过握手能够释放出强大的念动力冲击波，后来她甚至能仅凭响指就操控分析师的外貌。崔妮蒂还获得了尼奥的飞行能力，当他们从屋顶跳下时，尽管尼奥自己无法飞行，崔妮蒂却成功飞起。电影结尾，崔妮蒂与尼奥一同飞翔，嬉戏般地围绕对方盘旋。